# Грудівське газове родовище
Грудівське газове родовище — належить до Більче-Волицького нафтогазоносного району Передкарпатської нафтогазоносної області Західного нафтогазоносного регіону України.

## Опис
Розташоване у Львівській області на відстані 20 км від м. Дрогобич.
Приурочене до північно-західної частини Косівсько-Угерської підзони Більче-Волицької зони. Грудівська структура виявлена в 1986 р. Родовище пов'язане з двома поздовжніми блоками північно-західного простягання, розділеними грабенами з амплітудою тектонічних порушень 50-150 м. По поверхні гіпсоангідритового горизонту та по нижній частині дашавської світи в півн.-сх. блоці виділяється Грудівська структура амплітудою 80 м. Розмір системи блоків 5х5 м. 
Перший промисловий приплив газу отримано з гельветсько-мезозойських відкладів з інт. 1062-1095 м у 1988 р. 
Поклади пластові, склепінчасті, тектонічно екрановані, деякі літологічно обмежені або масивні, тектонічно екрановані. Режим Покладів газовий. Запаси початкові видобувні категорій А+В+С1: газу — 2045 млн. м³.